# アンドリュー・ガウデロック
アンドリュー・ガードロック  (Andrew Darius Goudelock 1988年12月7日 - )は、アメリカ合衆国・ジョージア州出身のプロバスケットボール選手。NBAのロサンゼルス・レイカーズなどに所属し、現在はユーロリーグなど世界各国のリーグでプレーしている。

## 来歴
サウスカロライナ州のチャールストン大学のエーススコアラーとして4年間活躍。最終学年の2010-11シーズンには平均23.7得点を記録し、2011年のNBAドラフトではロサンゼルス・レイカーズから46位で指名された。ルーキーシーズンは40試合で起用されるも、シーズンオフの大量補強の煽りを受け、2012-13シーズン開幕前に解雇。2012年11月2日のDリーグドラフトでスーフォールズ・スカイフォースから指名され、同シーズンのDリーグのMVPに選出。2013年4月14日、ロサンゼルス・レイカーズは、コービー・ブライアントが左足アキレス腱を断裂し、シーズン全休が決定したのを受けて、ガウデロックと再契約。サンアントニオ・スパーズとのプレーオフでも全試合で出場した。
2013-14シーズンはロシアでプレー。リーグMVPに選出され、ユーロカップでも活躍しMVPを受賞した 。
2014-15シーズンはトルコのフェネルバフチェ・ユルケルでプレー。ユーロリーグでも活躍した。
2015-16シーズンは、中国の新疆フライングタイガースでプレー。平均22.1得点を記録。2016年3月9日にヒューストン・ロケッツと契約し、念願のNBA復帰となった。
2016年8月2日、マッカビ・テルアビブBCと契約した。国内リーグのイスラエル・バスケットボール・プレミアリーグでは18試合に出場、1試合平均24.6分の出場で、15.2得点、3.1アシスト、ユーロリーグでは20試合出場、1試合平均28.7分の出場で、17.3得点、2.9アシスト、2.7リバウンドという成績を残した。
2017年7月10日、オリンピア・ミラノとの契約が発表された。ユーロリーグでは25試合に出場、1試合平均26.3分の出場で、12.3得点、2.4リバウンド、1.8アシストの成績、国内リーグのレガ・バスケット・セリエAでは24試合出場、1試合平均25.6分の出場で、15.3得点、2.5リバウンドの成績、プレーオフでは13試合に出場、1試合平均29.4分の出場で、15.9得点、2.8リバウンドの成績を残した。チームはプレーオフを勝ち抜き優勝し、ガウデロックはファイナルMVPに選出された。
2018年7月23日、山東高速金星籃球倶楽部との契約が発表された。
2019年10月21日、ヴェネツィアとの契約が発表された。2020年6月16日、退団が発表された。
2020年8月12日、BCリータスとの契約が発表された。国内リーグのリトアニア・バスケットボール・リーグでは28試合に出場、1試合平均22.6分の出場で、14.2得点、2.4アシスト、1.9リバウンドの成績、プレーオフでは8試合に出場、1試合平均23.0分の出場で、16.1得点、2.4アシスト、1.5リバウンド、1.0スティールという成績、バスケットボール・チャンピオンズリーグでは4試合出場、1試合平均25.5分の出場で、14.5得点、2.8アシスト、2.0リバウンドという成績を残した。2月21日に行われたリトアニアリーグのスリーポイントコンテストでは優勝している。
2021年6月30日、ビルバオ・バスケットとの契約が発表された。